# Liste der Kirchen und Klöster in Lothringen

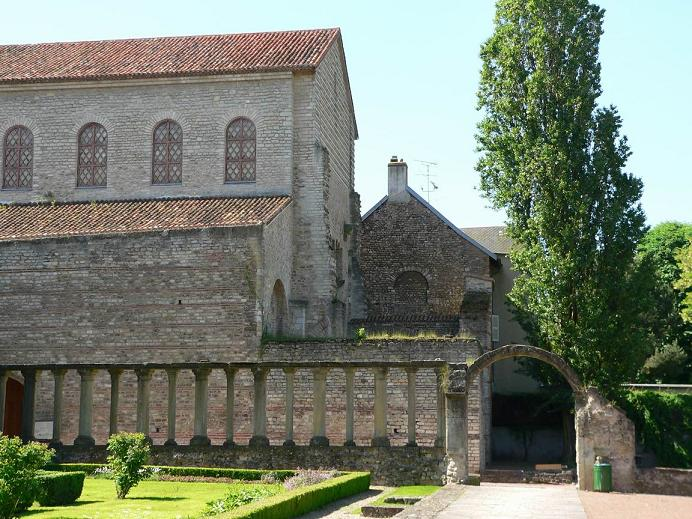
Ältester Sakralbau Lothringens: Metz, Saint-Pierre-aux-Nonnains

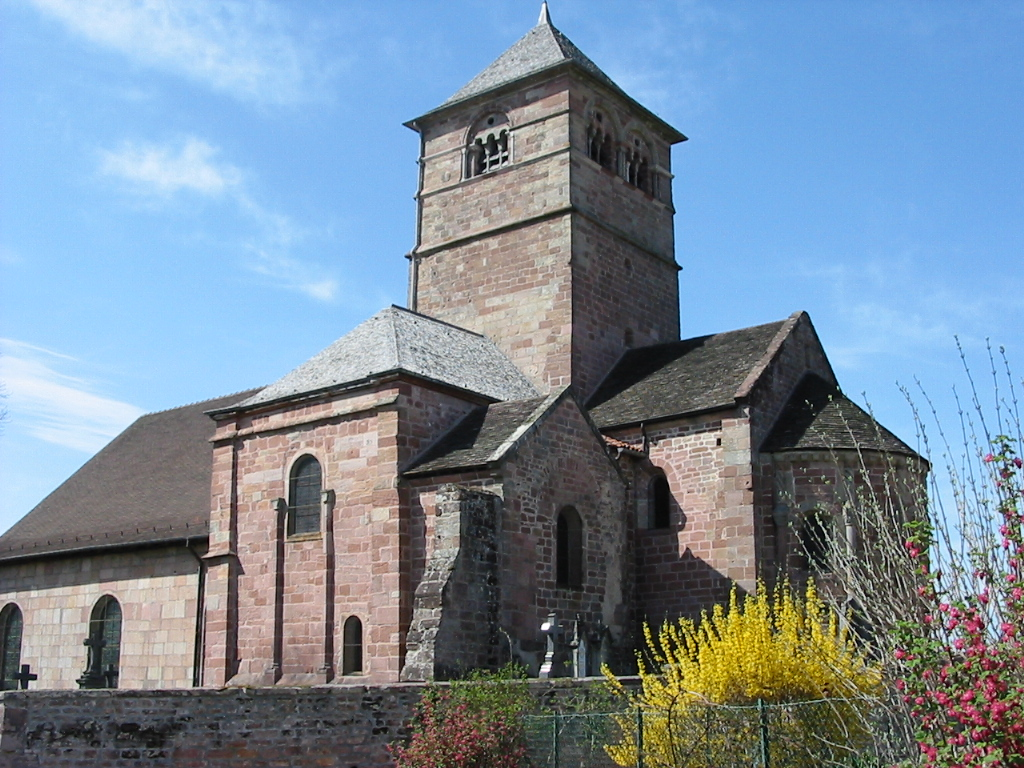
Lothringische Romanik (11. Jh.): Champ-le-Duc

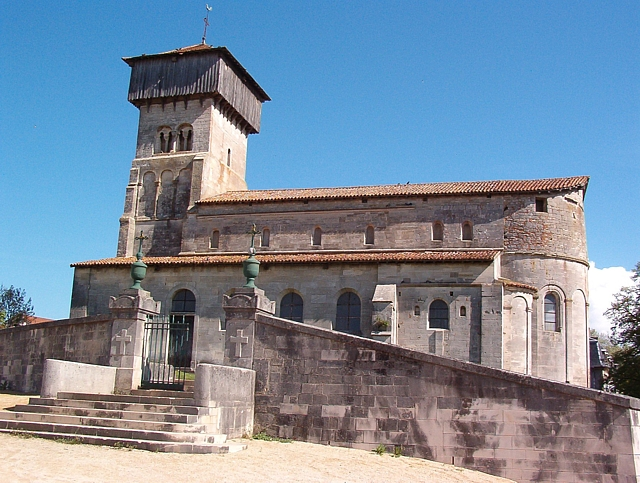
Lothringische Romanik (12. Jh.): Dugny-sur-Meuse

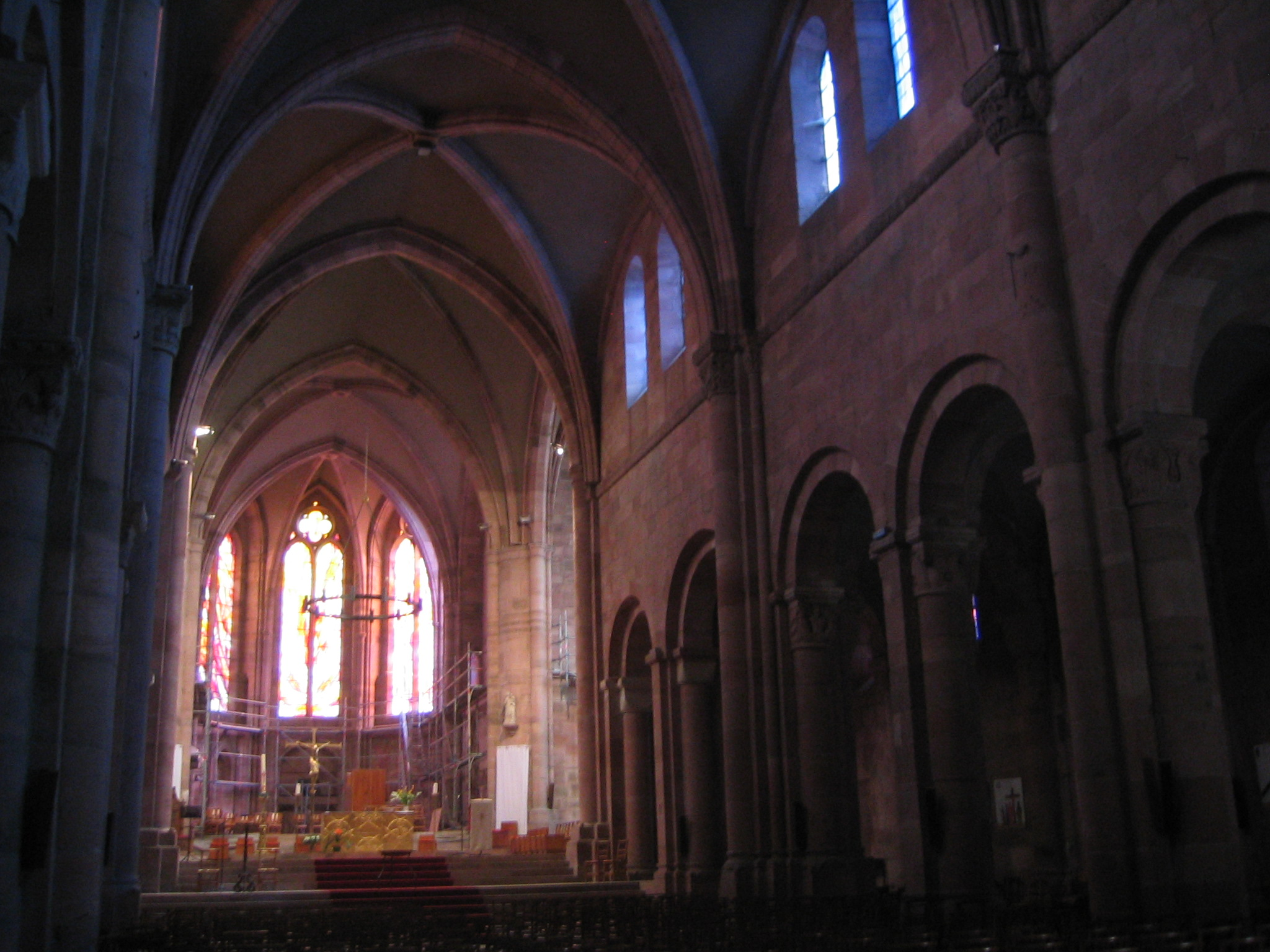
Lothringische Romanik (12. Jh.): Saint-Dié

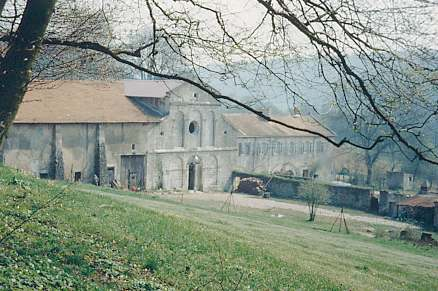
Romanische Abtei: Sainte-Marie-au-Bois

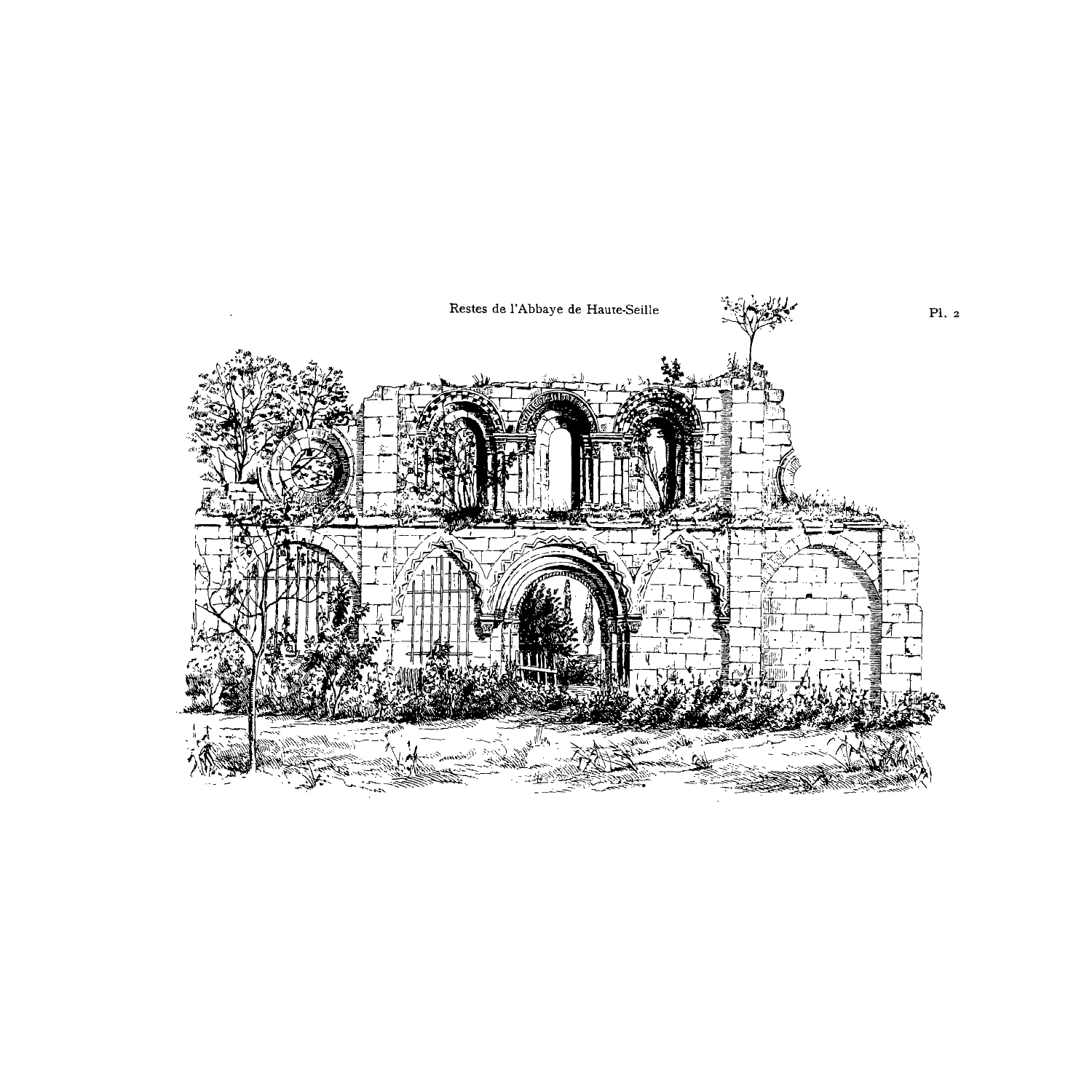
Romanische Fassade: Haute-Seille

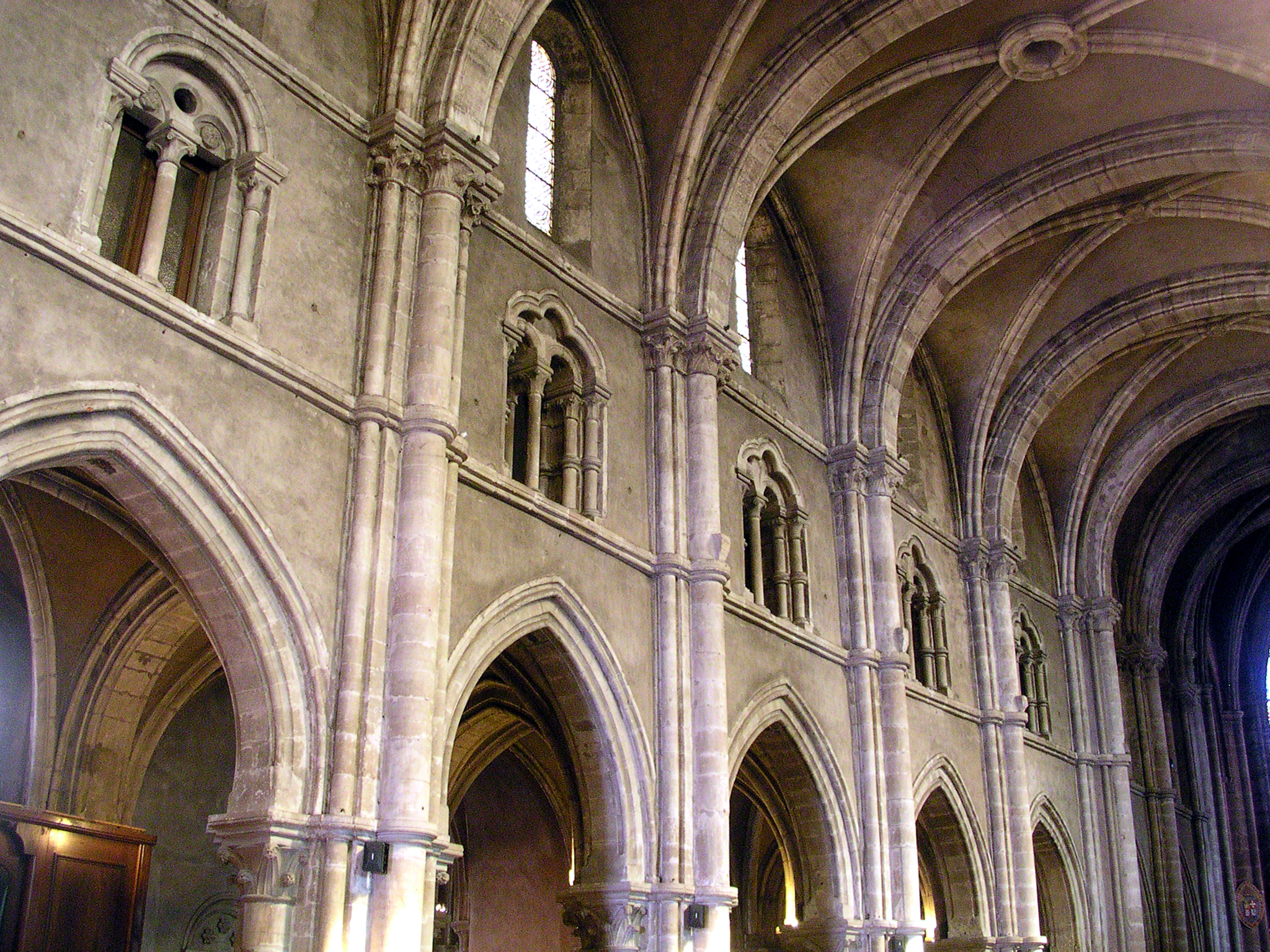
Übergang zur Gotik: Épinal

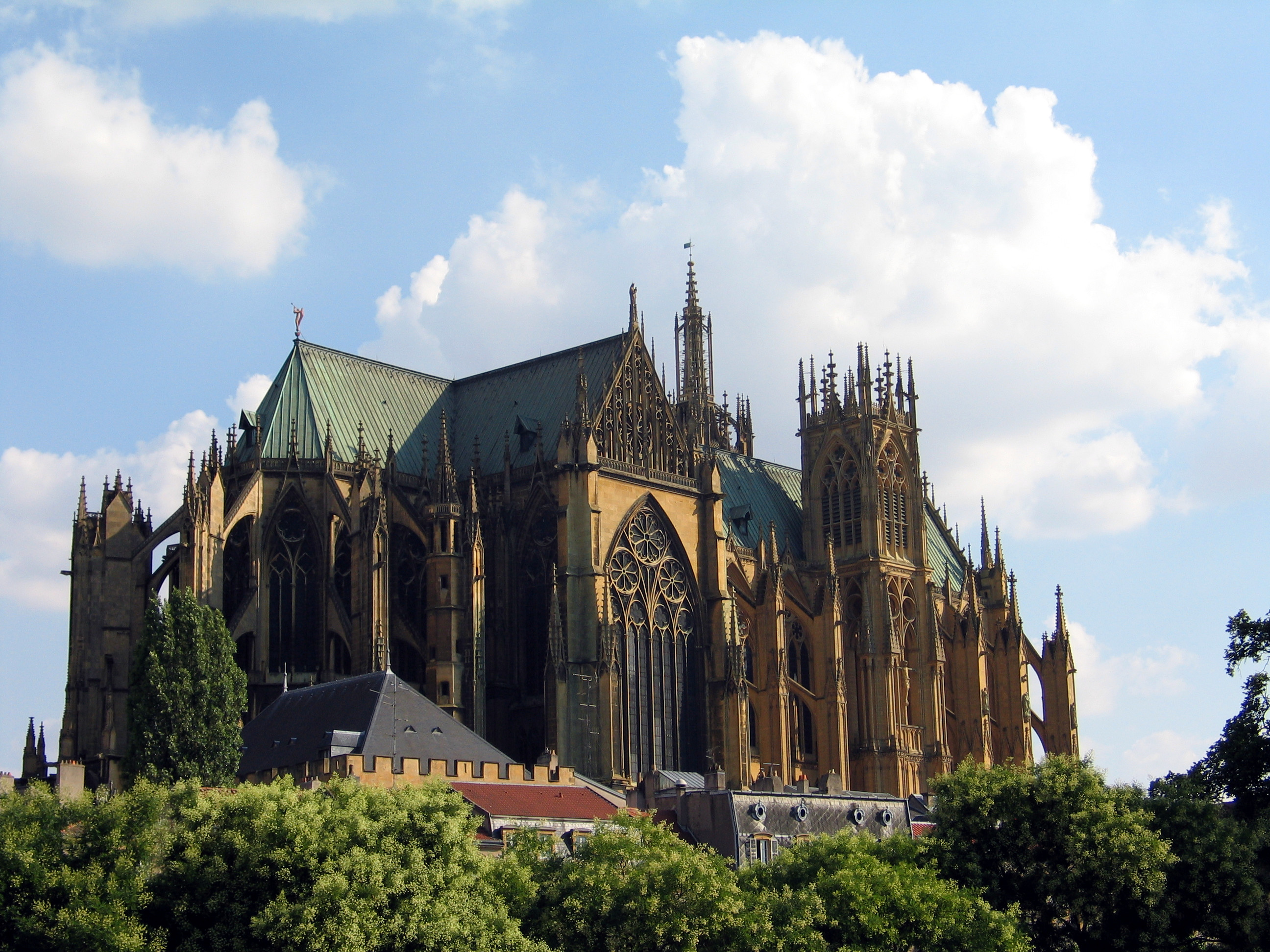
Gotische Kathedrale: Metz

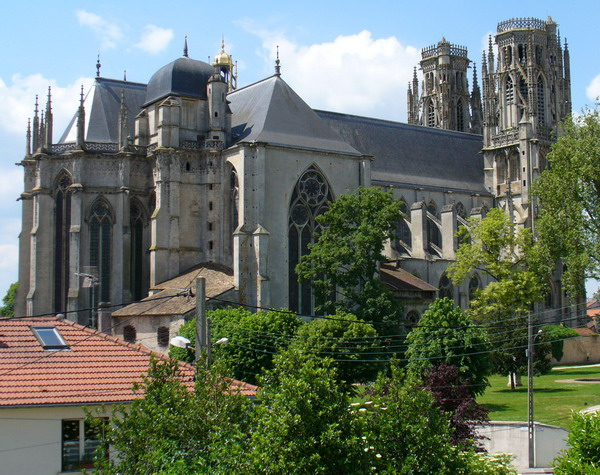
Gotische Kathedrale: Toul

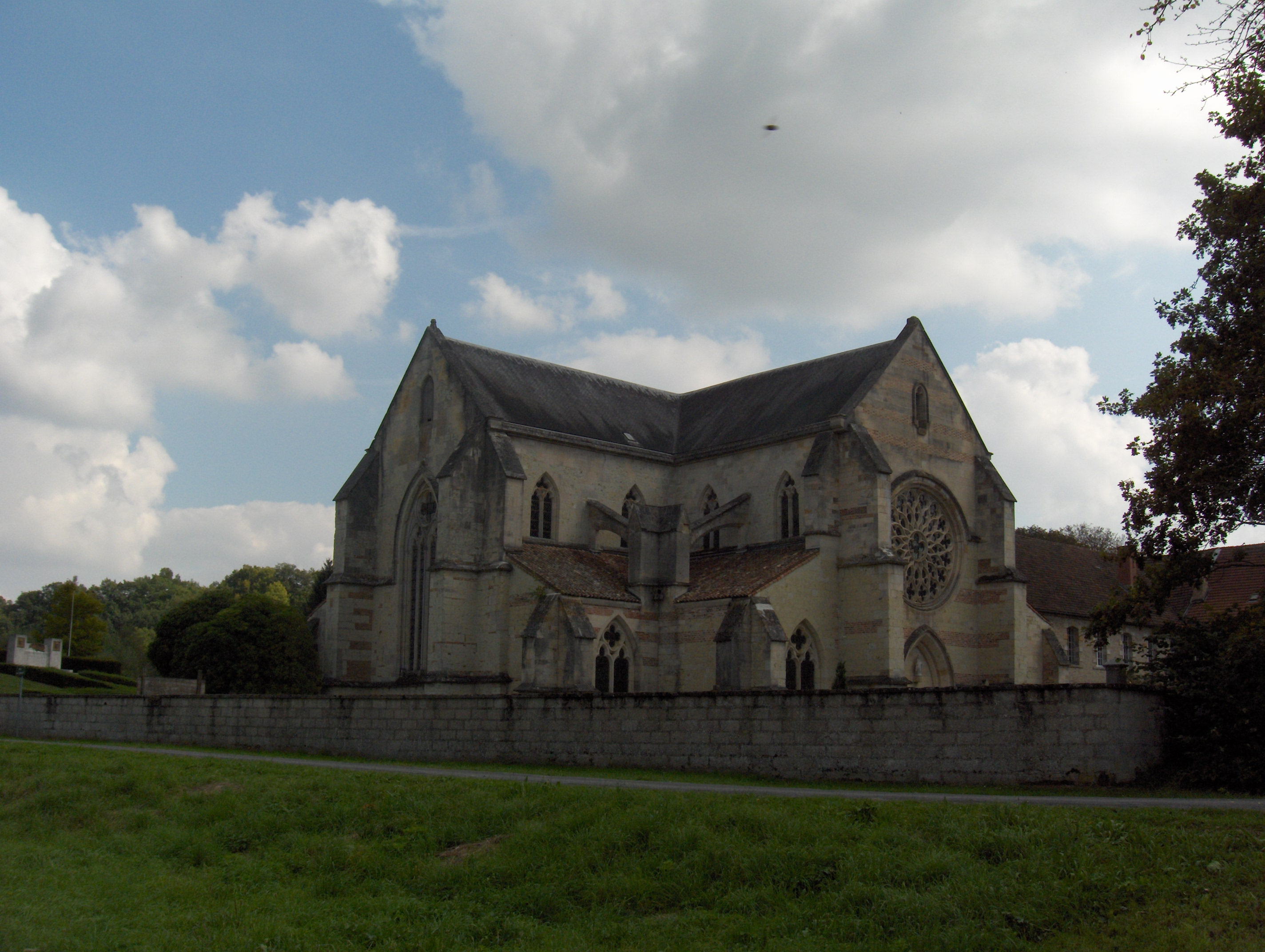
Gotische Abtei: La Chalade

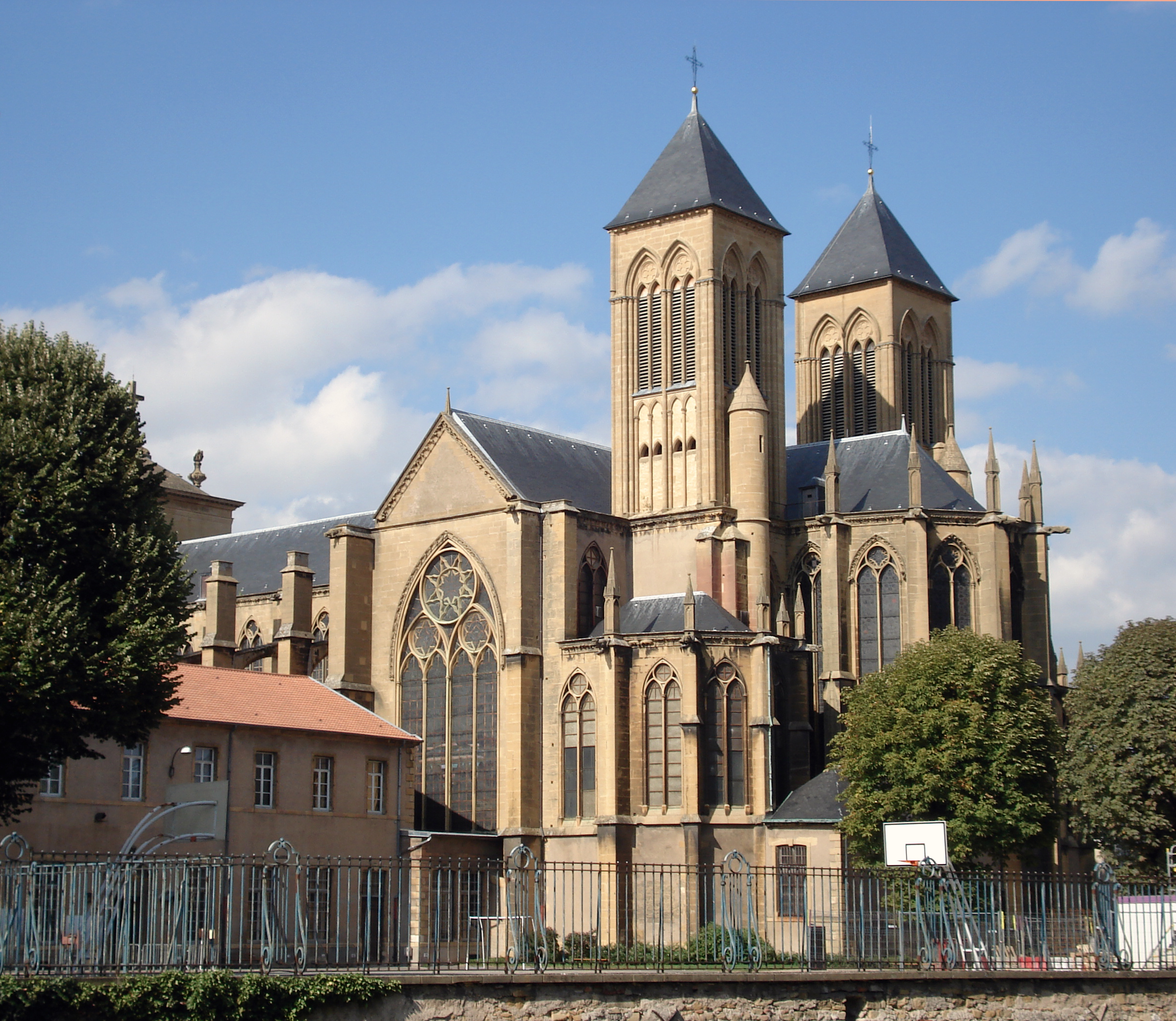
Hochgotische Basilika: Saint-Vincent de Metz

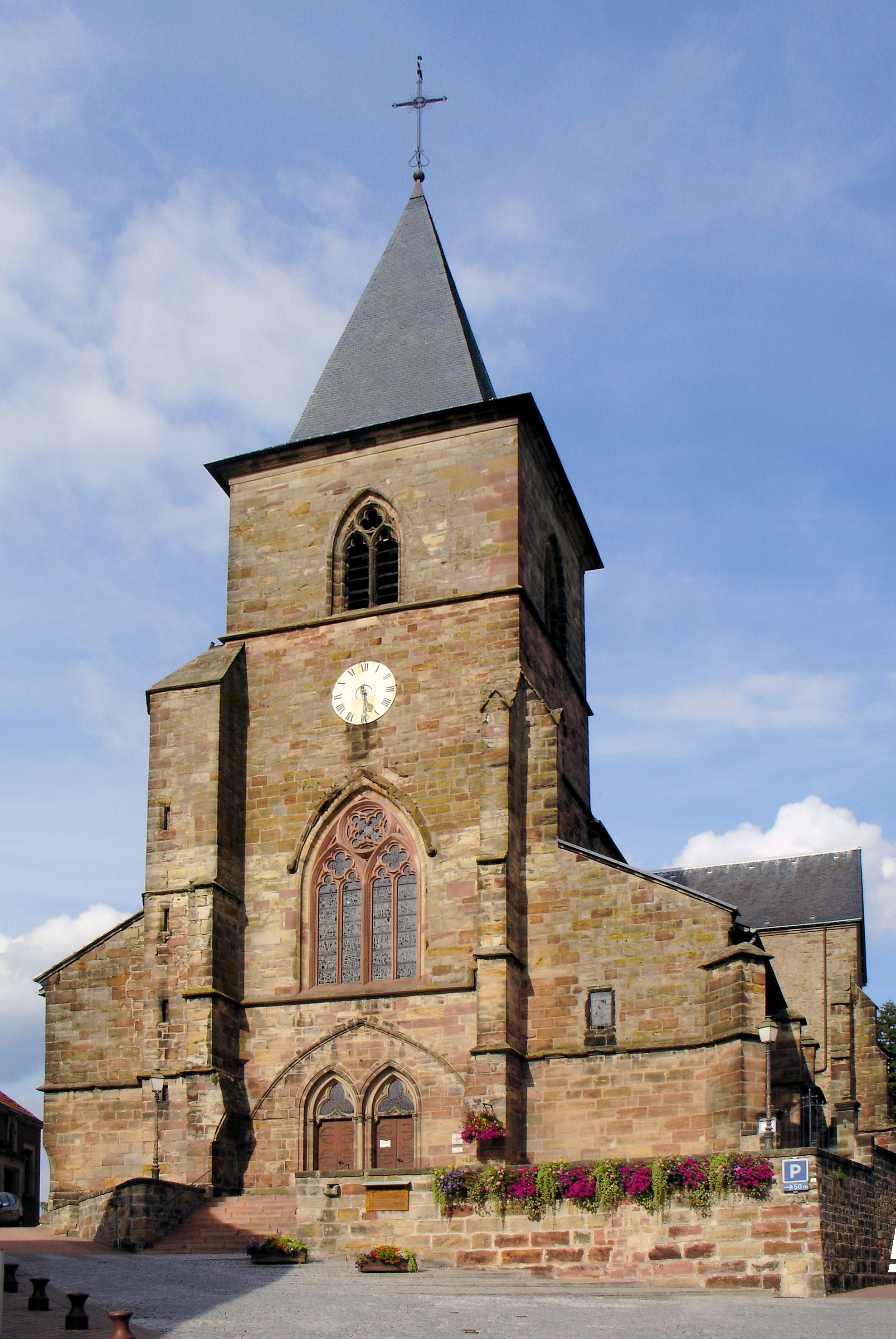
Lothringische Gotik (14. Jh.): Hombourg-Haut

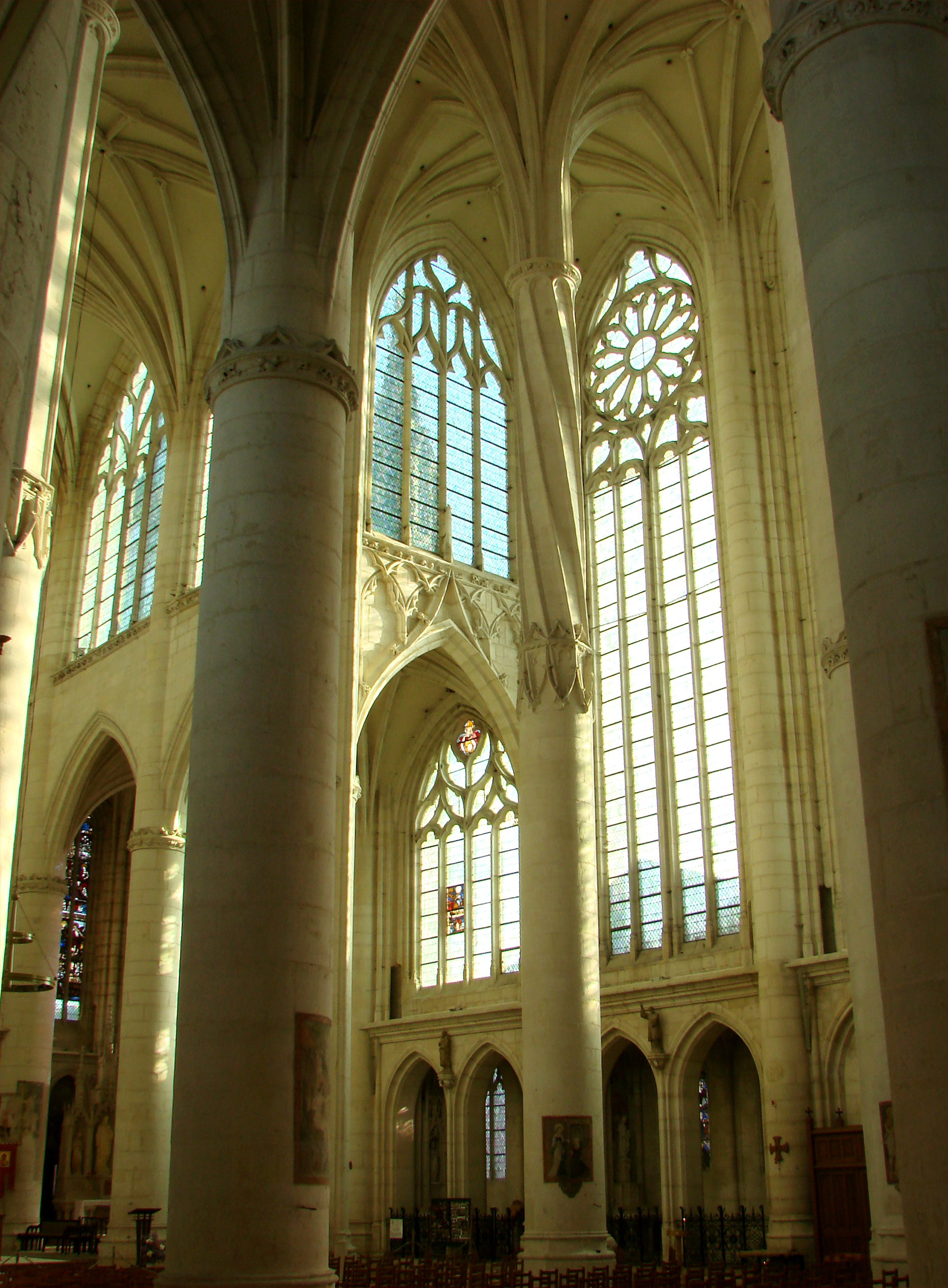
Spätgotische Basilika: Saint-Nicolas-de-Port

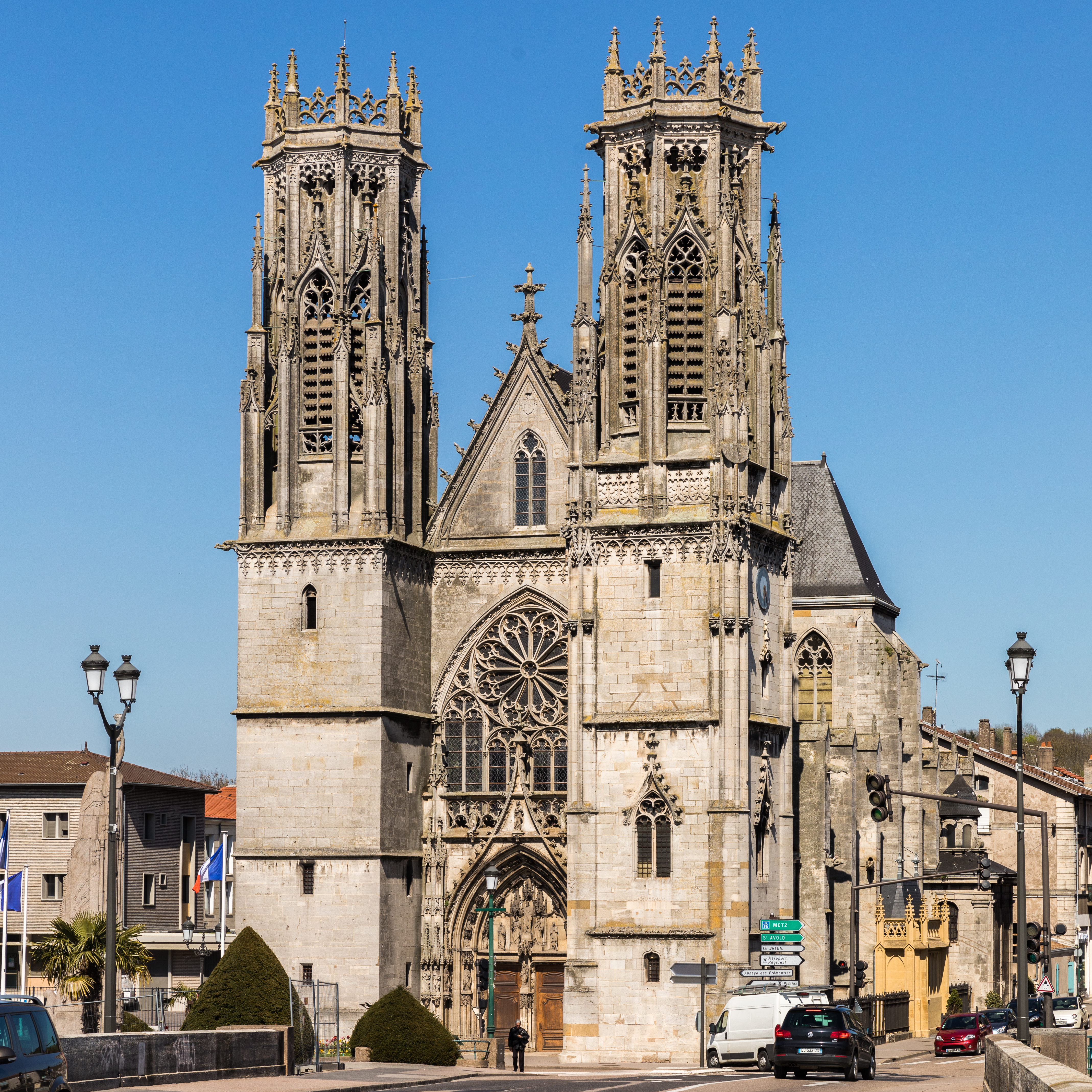
Spätgotische Fassade: Pont-à-Mousson

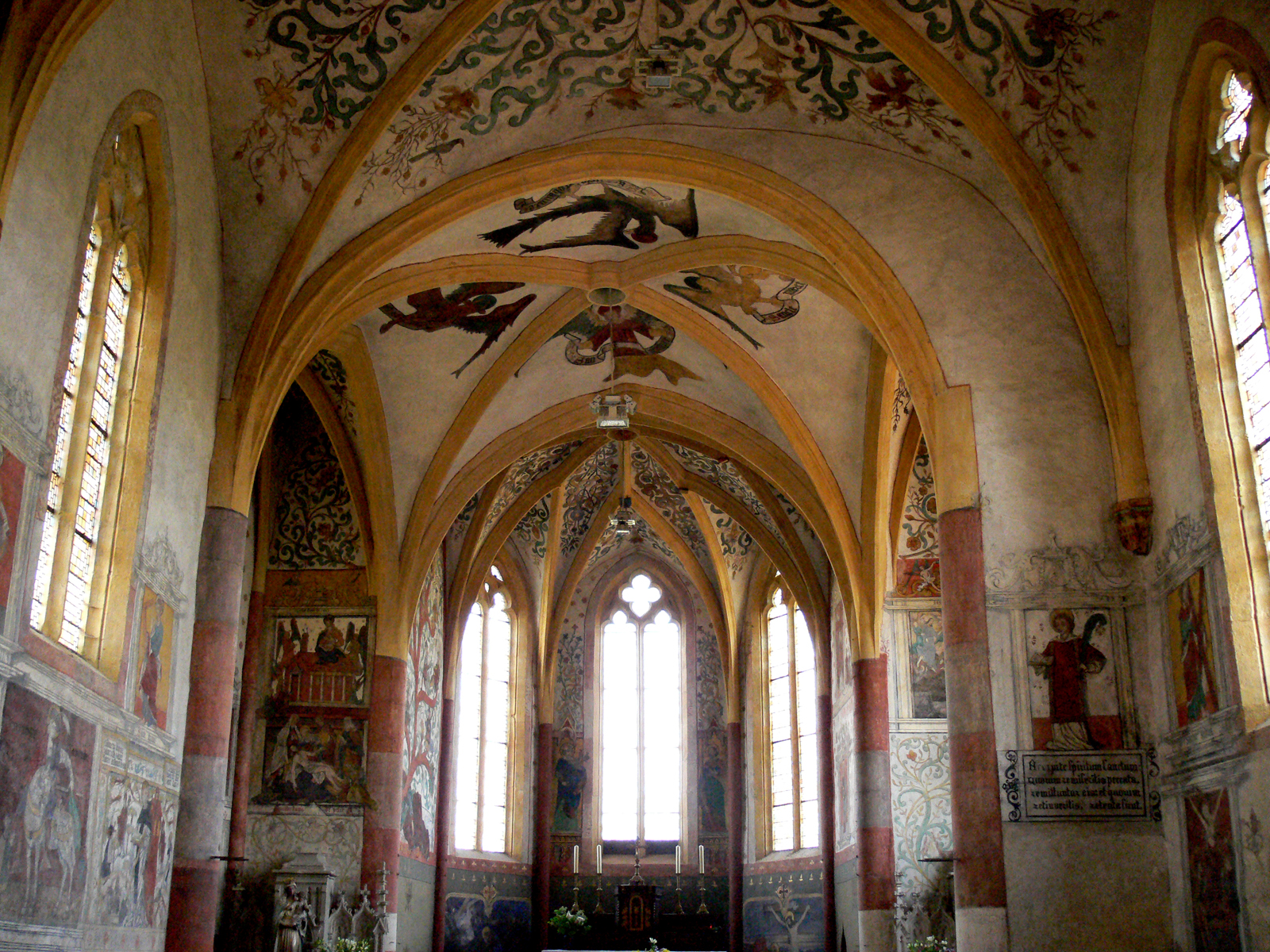
Gotische Fresken: Sillegny

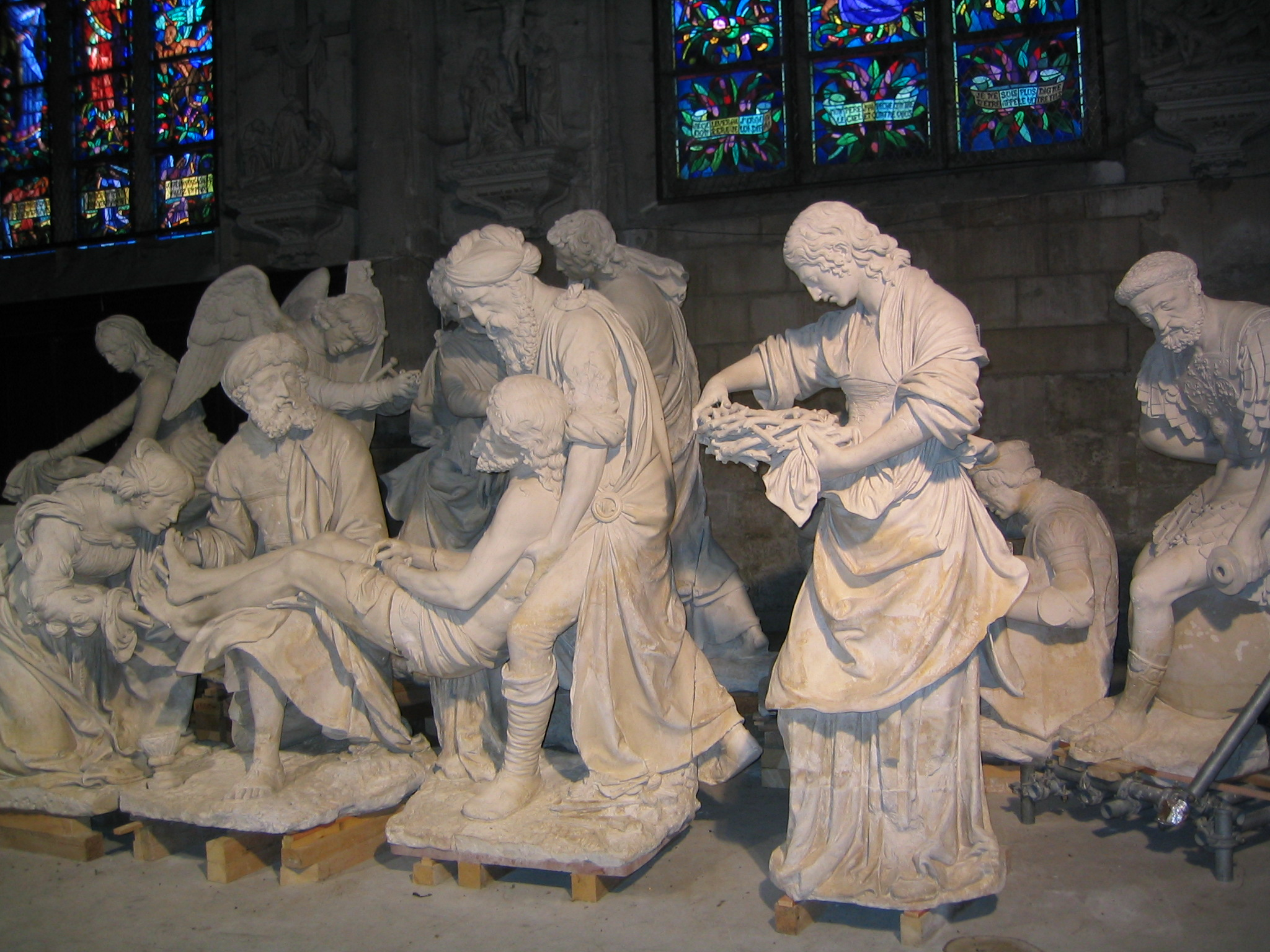
Bildwerk der Renaissance: Saint-Mihiel (Ligier Richier)

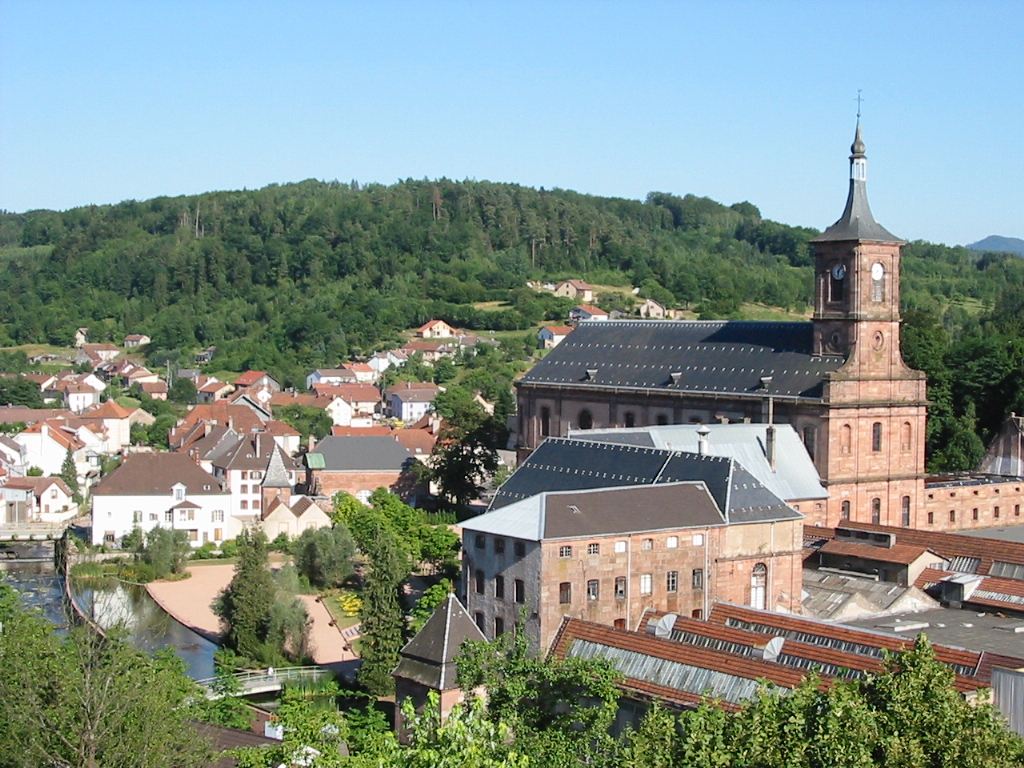
Barocke Abtei: Moyenmoutier

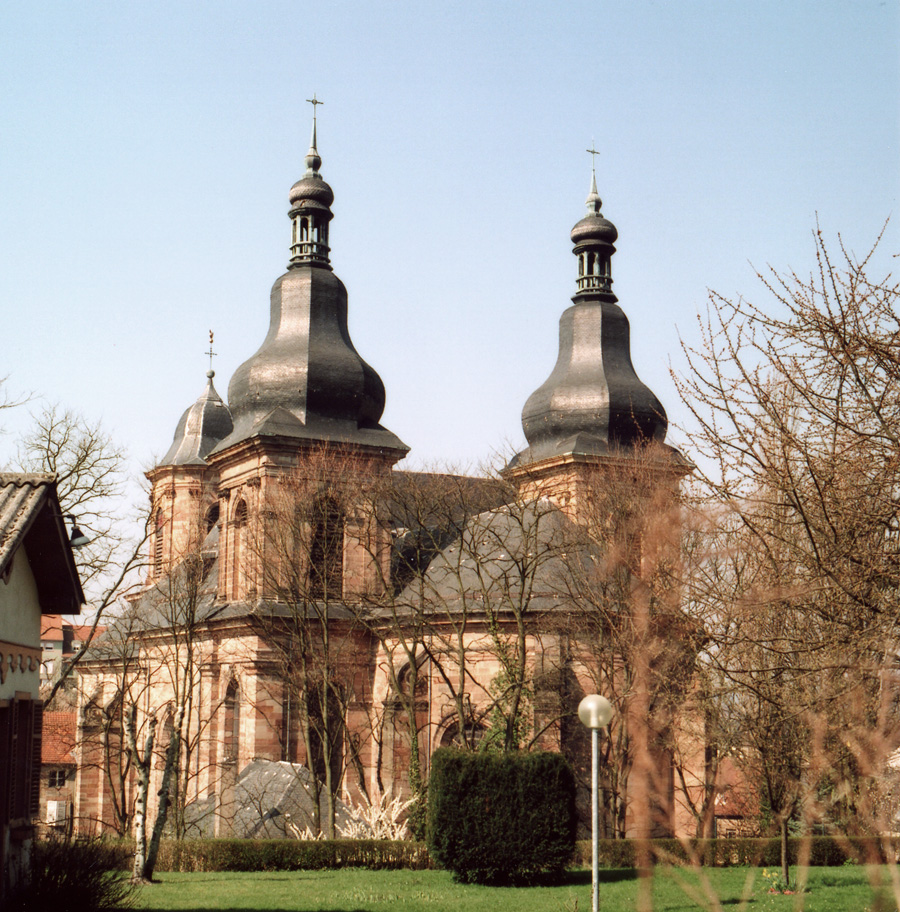
Barocke Abteikirche: Saint-Avold

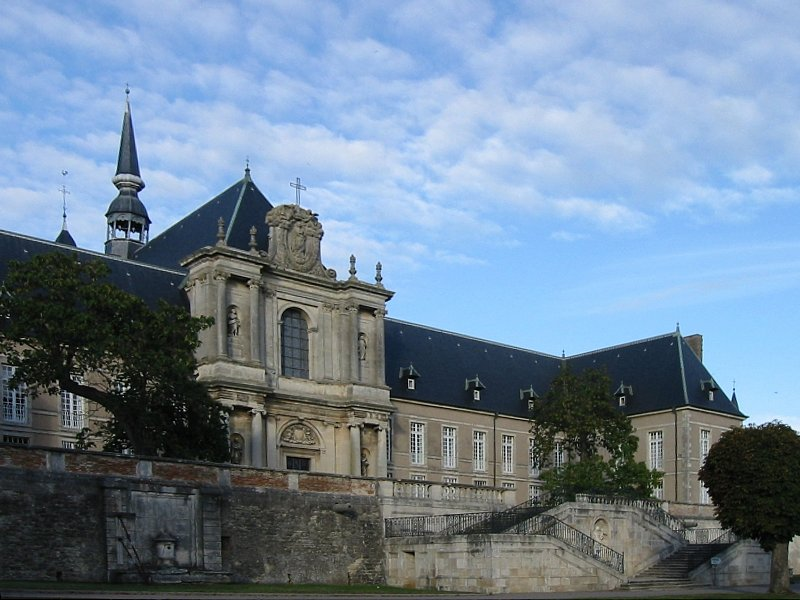
Barockes Kartäuserkloster: Bosserville

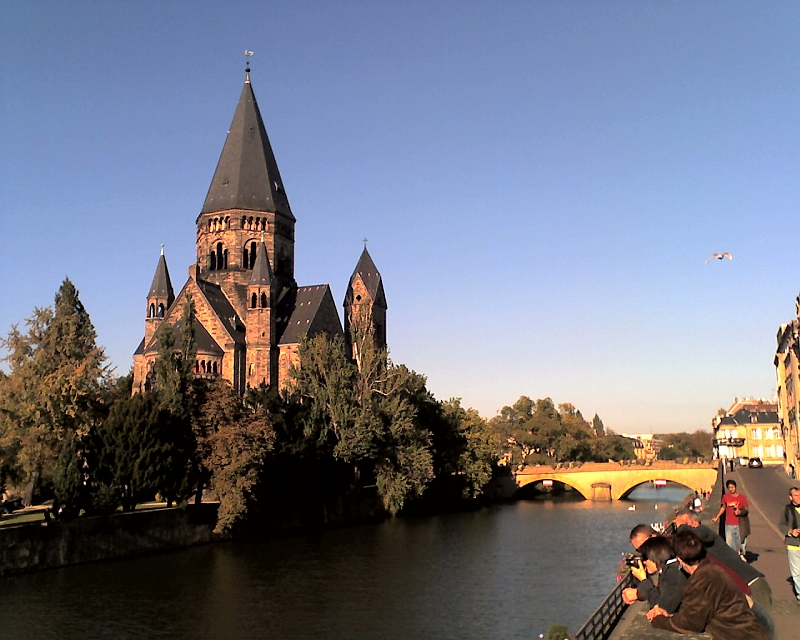
Wilhelminischer Historismus: Metz, Temple Neuf

Diese Liste führt Kirchen und Klöster in der französischen Region Lothringen (Lorraine) auf.

## Hauptwerke lothringischer Sakralarchitektur

### Vorromanik
St-Pierre-aux-Nonnains in Metz

### Romanik
Champ-le-Duc | Dugny-sur-Meuse | Étival-Clairefontaine | Froville | Hesse | Marsal | Morlange | Mont-devant-Sassey | Saint-Dié

### Gotik
Avioth | Bar-le-Duc | Gorze | Hombourg-Haut | Kathedrale von Metz | Saint-Vincent (Metz) | Saint-Nicolas-de-Port | Kathedrale von Toul

### Barock
Kloster Bosserville | Lunéville | Kathedrale von Nancy | Pont-à-Mousson | Saint-Avold

### Historismus
Temple Neuf (Metz)

## Liste

### Département Meurthe-et-Moselle
1. Saint-Pierre, Allamps (12.–16. Jahrhundert)
2. Saint-Jean-Baptiste, Amance (15./16. Jahrhundert)
3. Saint-Martin, Andilly (im Kern 12./13. Jahrhundert)
4. Kloster Bosserville, Art-sur-Meurthe, ehemaliges Kartäuserkloster (17./18. Jahrhundert)
5. Saint-Rémy, Baccarat (1953–57)
6. Notre-Dame, Barisey-au-Plain, (13.–16. Jahrhundert)
7. Saint-Jean-Baptiste, Barisey-la-Côte (13./14. Jahrhundert)
8. Saint-Germain, Battigny (im Kern 12. Jahrhundert)
9. Saint-Martin, Bazailles (12./16. Jahrhundert)
10. Sainte-Agathe, Blanzey (Bouxières-aux-Chênes), ehemaliges Prämonstratenserpriorat Sainte-Marie (um 1200)
11. Saint-Médard, Blénod-lès-Toul (16. Jahrhundert)
12. Saint-Gengoult, Briey (12.–15. Jahrhundert)
13. Saint-Martin, Bruley (12./13. Jahrhundert)
14. Clairlieu, Villers-lès-Nancy, ehemalige Zisterzienserabtei
15. Saint-Michel Cons-la-Grandville, ehemaliges Benediktinerpriorat (1730–32 über romanischer Krypta)
16. Saint-Léger, Custines (13./15. Jahrhundert)
17. Saint-Étienne, Deneuvre, ehemaliges Benediktinerpriorat (12. Jahrhundert)
18. Saint-Lambert, Dieulouard, ehemalige Stiftskirche (15. Jahrhundert)
19. Notre-Dame, Écrouves (13./14. Jahrhundert)
20. Saint-Gorgon, Forcelles-Saint-Gorgon (um 1200; Langhaus 16. Jahrhundert)
21. Sainte-Marie, Froville, ehemaliges Cluniazenserpriorat (11./12. Jahrhundert)
22. Haute-Seille, Cirey-sur-Vezouze, ehemalige Zisterzienserabtei (12. Jahrhundert)
23. Saint-Laurent, Laître-sous-Amance (11./12. Jahrhundert)
24. Saint-Christophe, Lay-Saint-Christophe, ehemaliges Benediktinerpriorat (11./12. Jahrhundert, Ruine)
25. Saint-Euchaire, Liverdun, ehemaliges Kollegialstift Saint-Pierre (im Kern 12./13. Jahrhundert)
26. Saint-Jacques, Lunéville (18. Jahrhundert)
27. Saint-Pierre, Morey (Belleau) (11.–17. Jahrhundert)
28. Kathedrale von Nancy (18. Jahrhundert)
29. Saint-Martin, Mont-Saint-Martin, ehemaliges Priorat (12./13. Jahrhundert)
30. Saint-François-des-Cordeliers, Nancy, ehemaliges Franziskanerkloster (15.–18. Jahrhundert)
31. Saint-Martin, Pont-à-Mousson (13.–15. Jahrhundert)
32. Sainte-Marie-Majeure, Pont-à-Mousson, ehemalige Prämonstratenserabtei (18. Jahrhundert)
33. Saint-Remy, Puxe (Lalœuf) (12./13. Jahrhundert)
34. Sainte-Marie-aux-Bois, Vilcey-sur-Trey, ehemalige Prämonstratenserabtei (12. Jahrhundert)
35. Saint-Nicolas, Saint-Nicolas-de-Port (15./16. Jahrhundert)
36. Saint-Sauveur, Saint-Sauveur, ehemaliges Augustinerchorherrenstift
37. Kathedrale von Toul
38. Saint-Gengoult (Toul)
39. Saint-Léger, Vandeléville, ehemaliges Priorat (im Kern 12. Jahrhundert)
40. Saint-Gorgon, Varangéville, ehemaliges Benediktinerpriorat (12./16. Jahrhundert)

### Département Meuse
1. Saint-Martin, Ancerville (15./16. Jahrhundert)
2. Sainte-Vierge, Andernay (13./16. Jahrhundert)
3. Notre-Dame, Avioth (13.–15. Jahrhundert)
4. Saint-Étienne, Bar-le-Duc (14.–16. Jahrhundert)
5. Notre-Dame, Bar-le-Duc, ehemaliges Benediktinerpriorat (13./14. Jahrhundert)
6. Saint-Antoine, Bar-le-Duc, ehemaliges Augustiner-Eremitenkloster (14./15. Jahrhundert)
7. Saint-Pierre-aux-Liens, Bazincourt-sur-Saulx (15./16. Jahrhundert)
8. Saint-Martin, Bazoilles-sur-Meuse (14.–16. Jahrhundert)
9. Saint-Florentin, Bonnet (13./14. Jahrhundert)
10. Châtillon, Pillon, ehemalige Zisterzienserabtei
11. Saint-Didier, Clermont-en-Argonne (14./16. Jahrhundert)
12. Saint-Pantaléon, Commercy (16. Jahrhundert)
13. Saint-Brice, Couvonges (im Kern 12. Jahrhundert)
14. Notre-Dame, Dugny-sur-Meuse (12. Jahrhundert)
15. Notre-Dame, Dun-sur-Meuse (14. Jahrhundert)
16. Saint-Martin, Étain (12.–16. Jahrhundert)
17. Sainte-Marie-Madeleine, Génicourt-sur-Meuse (16. Jahrhundert)
18. La Chalade, Lachalade, ehemalige Zisterzienserabtei (13./14. Jahrhundert)
19. L'Étanche, Deuxnouds-aux-Bois (Lamorville), ehemalige Prämonstratenserabtei (1743)
20. Nativité-de-la-Vierge, Ligny-en-Barrois, ehemalige Stiftskirche (13./14. und 16. Jahrhundert)
21. Château de Jean d'Heurs, L’Isle-en-Rigault, ehemalige Prämonstratenserabtei Notre-Dame
22. Saint-Remy, Mognéville, ehemaliges Benediktinerkloster (um 1200; 16. Jahrhundert)
23. Notre-Dame, Mont-devant-Sassey, ehemaliges Benediktinerinnenkloster (12. Jahrhundert)
24. Écurey-en-Barrois, Montiers-sur-Saulx, ehemalige Zisterzienserabtei
25. Montiers-sur-Saulx, ehemalige Benediktinerabtei (abgeg.)
26. Saint-Martin, Montmédy (18. Jahrhundert)
27. Rangeval, Corniéville(Geville), ehemalige Prämonstratenserabtei (18. Jahrhundert)
28. Saint-Pierre-Saint-Paul, Rupt-aux-Nonains (12. Jahrhundert)
29. Saint-Michel, Saint-Mihiel, ehemalige Benediktinerabtei (12./13. Jahrhundert)
30. Saint-Étienne, Saint-Mihiel (13./16. Jahrhundert)
31. Saint-Remy, Saint-Pierrevillers (13.–15. Jahrhundert)
32. Kathedrale von Verdun (im Kern romanisch, 10.–13. Jahrhundert)

### Département Moselle
1. Notre-Dame, Ancy-sur-Moselle (Ancy an der Mosel) (14./15. Jahrhundert)
2. Notre-Dame, Arlange (Wuisse) (Wiss), ehemaliges Priorat (15. Jahrhundert)
3. Saint-Arnould, Arry (13./14. Jahrhundert)
4. L'Assomption de la Sainte-Vierge, Aube (Alben), ehemaliges Zisterzienserpriorat (13. Jahrhundert)
5. Saint-Étienne, Boulay (Bolchen), ehemalige Stiftskirche (18. Jahrhundert)
6. Notre-Dame, Bousse (Buß), ehemalige Johanniterkirche (14./15. Jahrhundert)
7. Sainte-Croix, Bouzonville  (Busendorf), ehemalige Benediktinerabtei (14. Jahrhundert)
8. Saint-Maurice (Cheminot), Cheminot (13./19. Jahrhundert)
9. Saint-Remy, Fénétrange (Finstingen), ehemalige Stiftskirche (15. Jahrhundert)
10. Chapelle Sainte-Anne, Forbach (um 1300)
11. Saint-Pierre-et-Saint-Paul, Gorze, ehemalige Stiftskirche (13. Jahrhundert)
12. Saint-Laurent, Hesse (Hessen), ehemalige Benediktinerabtei (12. Jahrhundert)
13. Sainte-Vierge-et-Saint-Étienne, Hombourg-Haut (Oberhomburg), ehemaliges Augustinerkollegiatstift (13./14. Jahrhundert)
14. Sainte-Catherine, Hombourg-Haut (Oberhomburg), ehemalige Burgkapelle (13. Jahrhundert)
15. Justemont (Justberg), Beuvange-sous-Justemont (Vitry-sur-Orne), ehemalige Prämonstratenserabtei
16. Notre-Dame, Lemoncourt (13. Jahrhundert)
17. Saint-Antoine-de-Padoue, Lixheim, ehemaliges Benediktinerpriorat (17./18. Jahrhundert)
18. Saint-Martin-des-Glandières, Longeville-lès-Saint-Avold (Lubeln), ehemalige Benediktinerabtei
19. Saint-Leger, Marsal, ehemalige Stiftskirche (12. Jahrhundert)
20. Kathedrale von Metz (Hauptbauzeit 13. Jahrhundert)
21. Saint-Pierre-aux-Nonnains, Metz, 7. Jahrhundert (älteste Kirche Lothringens)
22. Chapelle des Templiers, Metz (13. Jahrhundert)
23. Saint-Eucaire, Metz (12.–15. Jahrhundert)
24. Saint-Martin, Metz (13.–16. Jahrhundert)
25. Saint-Maximin, Metz (12.–15. Jahrhundert)
26. Sainte-Ségolène, Metz (13./19. Jahrhundert)
27. Abbaye St-Vincent, Metz, ehemalige Benediktinerabtei (10./18. Jahrhundert)
28. Saint Vincent, Metz, Kirche der ehemaligen Benediktinerabtei
29. Temple Neuf, Metz (1901–1904)
30. Saint-Pierre-et-Saint-Paul, Morhange (Mörchingen) (15. Jahrhundert)
31. Saint-Nicolas, Morlange (Morlingen) (Fameck), ehemaliges Benediktinerpriorat (12. Jahrhundert)
32. Saint-Nicolas, Munster (Münster), ehemalige Stiftskirche (13. Jahrhundert)
33. Pontifroy, Metz, ehemalige Zisterzienserabtei
34. Chapelle Notre-Dame, Rabas (Vigy) (im Kern romanisch)
35. Kloster Rettel, ehemaliges Kartäuserkloster
36. Chapelle des Cordeliers (Sarrebourg) (Saarburg), 13. Jahrhundert, profaniert
37. Saint-Nabor, Saint-Avold (Sankt Avold), ehemalige Benediktinerabtei (18. Jahrhundert)
38. Salival, Morville-lès-Vic (Morville bei Vic), ehemalige Prämonstratenserabtei
39. Saint-Quirin, Saint-Quirin, ehemaliges Benediktinerpriorat (1722–24)
40. Saint-Martin, Sillegny (15. Jahrhundert)
41. Abtei Sturzelbronn, Sturzelbronn (Stürzelbronn), ehemalige Zisterzienserabtei
42. Saint-Maximin, Usselkirch, (Boust) (Bust) (Turm, 11. Jahrhundert)
43. Saint-Pierre, Vergaville, ehemalige Benediktinerinnenabtei (13./15. Jahrhundert)
44. Villers-Bettnach (Weiler-Bettnach), Saint-Hubert, ehemalige Zisterzienserabtei
45. Saint-Marcel, Zetting (Settingen) (12./15. Jahrhundert)

### Département Vosges
1. Saint-Jean-Baptiste, Ameuvelle (13., 16. und 18. Jahrhundert)
2. Saint-Vincent, Aouze (16. Jahrhundert)
3. Saint-Brice, Autreville (12./16. Jahrhundert)
4. Notre-Dame, Autrey, ehemalige Benediktinerabtei (16.–19. Jahrhundert)
5. Saint-Georges, Bouzemont (11., 13. und 16. Jahrhundert)
6. Notre-Dame, Champ-le-Duc (12. Jahrhundert)
7. Saint-Nicolas, Charmes (15./16. Jahrhundert)
8. Saint-Pierre, Châtenois, ehemaliges Priorat (Neubau 1843)
9. Notre-Dame, Coussey (12./15. Jahrhundert)
10. Sainte-Marie-Madeleine, Darney, ehemaliges Kollegialstift (1768–89)
11. Droiteval, Claudon, ehemalige Zisterzienserinnenabtei (12. Jahrhundert)
12. Saint-Maurice, Épinal, ehemalige Benediktinerabtei (11.–13. Jahrhundert)
13. Saint-André, Esley (im Kern 12. Jahrhundert)
14. Notre-Dame, Étival-Clairefontaine, ehemalige Benediktiner- und Prämonstratenserabtei (12. Jahrhundert)
15. Saint-Valbert, Fouchécourt, ehemaliges Priorat (1613–14)
16. Saint-Hydulphe, Moyenmoutier, ehemalige Benediktinerabtei (18. Jahrhundert)
17. Saint-Martin, Pompierre (Tympanon, 12. Jahrhundert)
18. Notre-Dame, Relanges, ehemaliges Cluniazenserpriorat (11.–16. Jahrhundert)
19. Kathedrale von Saint-Dié, Saint-Dié-des-Vosges, ehemalige Stiftskirche Saint-Maurice (12. Jahrhundert)
20. Notre-Dame, Saint-Dié-des-Vosges (12. Jahrhundert)
21. Saint-Gondelbert, Senones, ehemalige Benediktinerabtei (12./19. Jahrhundert)
22. Saint-Martin, Vomécourt-sur-Madon (12. Jahrhundert)
23. Couvent des Cordeliers, Les Thons, ehemaliges Franziskanerkloster (15. Jahrhundert)